# 北久宝寺町
北久宝寺町（きたきゅうほうじまち）は、大阪府大阪市中央区の町名。現行行政地名は北久宝寺町一丁目から久宝寺町四丁目。

## 地理
北は久太郎町、南は南久宝寺町、東は東横堀川を挟んで材木町、西は西横堀川跡の阪神高速1号環状線北行きを挟んで西区立売堀とそれぞれ接する。

### 河川
- 東横堀川

## 歴史
1872年（明治5年）まで、現在の3丁目と4丁目のうち丼池筋 - 心斎橋筋間は伝馬町、心斎橋筋 - 御堂筋間は源左衛門町、佐野屋橋筋沿いと渡辺筋沿いは上難波町、西横堀川沿いは西笹町という町名だった。

### 地名の由来
当地に久宝寺という寺院があったことに由来するという説と、道頓堀川が開削された際に河内国渋川郡久宝寺村（顕証寺の寺内町）から多くの人夫が来て、当地を住地にしていたことに由来するという説の2つがある。

## 世帯数と人口
2019年（平成31年）3月31日現在の世帯数と人口は以下の通りである。
| 丁目             | 世帯数  | 人口  |
| ---------------- | ------- | ----- |
| 北久宝寺町一丁目 | 387世帯 | 478人 |
| 北久宝寺町二丁目 | 145世帯 | 176人 |
| 北久宝寺町三丁目 | 41世帯  | 76人  |
| 北久宝寺町四丁目 | 32世帯  | 38人  |
| 計               | 605世帯 | 768人 |

### 人口の変遷
国勢調査による人口の推移。
| 1995年（平成7年）  | 219人 | [ 6 ]  |  |
| 2000年（平成12年） | 220人 | [ 7 ]  |  |
| 2005年（平成17年） | 316人 | [ 8 ]  |  |
| 2010年（平成22年） | 420人 | [ 9 ]  |  |
| 2015年（平成27年） | 511人 | [ 10 ] |  |

### 世帯数の変遷
国勢調査による世帯数の推移。
| 1995年（平成7年）  | 105世帯 | [ 6 ]  |  |
| 2000年（平成12年） | 118世帯 | [ 7 ]  |  |
| 2005年（平成17年） | 220世帯 | [ 8 ]  |  |
| 2010年（平成22年） | 322世帯 | [ 9 ]  |  |
| 2015年（平成27年） | 342世帯 | [ 10 ] |  |

## 事業所
2016年（平成28年）現在の経済センサス調査による事業所数と従業員数は以下の通りである。
| 丁目             | 事業所数  | 従業員数 |
| ---------------- | --------- | -------- |
| 北久宝寺町一丁目 | 232事業所 | 1,617人  |
| 北久宝寺町二丁目 | 203事業所 | 2,834人  |
| 北久宝寺町三丁目 | 115事業所 | 3,400人  |
| 北久宝寺町四丁目 | 118事業所 | 952人    |
| 計               | 668事業所 | 8,803人  |

## 施設
- 久宝公園
- スリランカ名誉領事館
- 三木楽器 - 本社は国の登録有形文化財。
- ミックジャパン
- 鴻池組本社（本町南ガーデンシティ）
- 長岡香料
- 岡田紙業
- 関西デジタルコンテンツ事業協同組合
- OSK日本歌劇団
- 作劇塾

### かつて存在した施設
- ライカ

## 交通

### 鉄道
- 最寄り駅はOsaka Metroの本町駅および堺筋本町駅。

### 道路
高速
- 阪神高速1号環状線

国道
- 国道25号（御堂筋）

主要地方道
- 大阪府道102号恵美須南森町線（堺筋）

## その他

### 日本郵便
- 〒541-0057[3]（集配局：大阪東郵便局[12]）